# Tapeinidium stenocarpum
Tapeinidium stenocarpum är en ormbunkeart som beskrevs av Cornelis Rugier Willem Karel van Alderwerelt van Rosenburgh. Tapeinidium stenocarpum ingår i släktet Tapeinidium och familjen Lindsaeaceae. Inga underarter finns listade.